# Hladké Životice
Hladké Životice är en ort i Tjeckien. Den ligger i den östra delen av landet, 260 km öster om huvudstaden Prag. Hladké Životice ligger 254 meter över havet och antalet invånare är 933.
Terrängen runt Hladké Životice är platt åt sydost, men åt nordväst är den kuperad. Runt Hladké Životice är det ganska tätbefolkat, med 248 invånare per kvadratkilometer. Närmaste större samhälle är Nový Jičín, 10,5 km söder om Hladké Životice. Trakten runt Hladké Životice består till största delen av jordbruksmark.